# Abraham-men
Los Abraham-men (también Abram-men o Abraham Coves) eran una clase de mendigos que decían ser lunáticos a los que se les permitía salirse de las restricciones, en los períodos Tudor y Stuart en Inglaterra.
La frase normalmente se refiere a la práctica de los mendigos que fingen ser pacientes dados de alta del pabellón Abraham en Bedlam. La frase se remonta a 1561,  cuando fue citada como parte de La fraternidad de los vagabundos, por John Awdeley. También aparece en la taxonomía de pícaros dada por Thomas Harman, que fue copiada por escritores posteriores de literatura pícara. El autor de O Per Se O (1612) informó que Abram-men hizo marcas en sus brazos con 'papel quemado, orina y pólvora' para mostrar que habían estado en Bedlam Hospital: "algunos bailan, pero no mantienen la medida; otros saltan y abajo".  La frase Abraham-men también aparece como un disfraz de Edgar en El rey Lear (1604-05) y en Beggar's Bush de John Fletcher. Fueron llamados anticks o juglares de Dios, y más tarde Pobres Toms, de la popular canción "Tom of Bedlam". John Aubrey, el anticuario, dijo que eran comunes antes de la Guerra Civil Inglesa, y llevaban una insignia de hojalata en el brazo izquierdo, un cuerno de buey alrededor del cuello, un bastón largo y ropas fantásticas. Sin embargo, la insignia parece haber sido un mito. Pudo haber sido una propiedad teatral conveniente. Richard Head escribió en The Canting Academy, o Devils Cabinet open (1673) que
solían vestirse con cintas de los colores de la fiesta, cinta adhesiva en los sombreros, una cola de zorro colgando, un palo largo con serpentinas, y pedir limosna; pero a pesar de su aparente locura, tenían suficiente ingenio para robar sobre la marcha.
En 1675, los gobernadores de Bedlam publicaron un aviso público en la London Gazette: 
"Mientras que varios vagabundos deambulan... pretendiendo ser lunáticos bajo tratamiento en el Hospital de Bethlem comúnmente llamado Bedlam, con placas de bronce alrededor de sus brazos e inscripciones en ellas: Estas son para dar aviso de que no se otorga tal libertad a ningún paciente mantenidos en dicho Hospital para su curación, ni se pone ninguna placa como distinción o marca sobre ningún lunático durante su estancia allí, o cuando es dado de alta allí, y que lo mismo es una falsa pretensión, para colorear su deambular y mendigar, y engañar al pueblo."
Bedlam se especializó en el cuidado de enfermedades mentales desde 1403 y siguió siendo el único hospital de este tipo en Inglaterra hasta el siglo XVII. No puede haber muchos exreclusos genuinos. En 1598 sólo había allí 20 pacientes, uno que llevaba allí más de 25 años y otros desde hacía varios años.
En 1737, el Dictionary of Thieving Slang todavía describía a Abrammen como "mendigos andrajosos, remendados y ataviados con cintas, burocracia, colas de zorro y harapos de varios colores; pretendiendo estar fuera de sí mismos, para paliar sus robos de Aves de corral, ropa de cama, etc. Una especie de ladrones de setos ambulantes y despojadores de niños, etc.